# Кырен

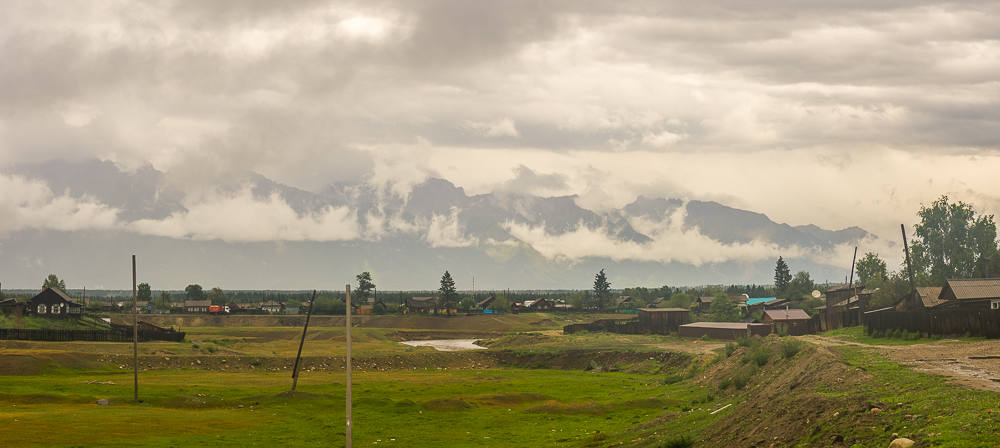
Кырен.

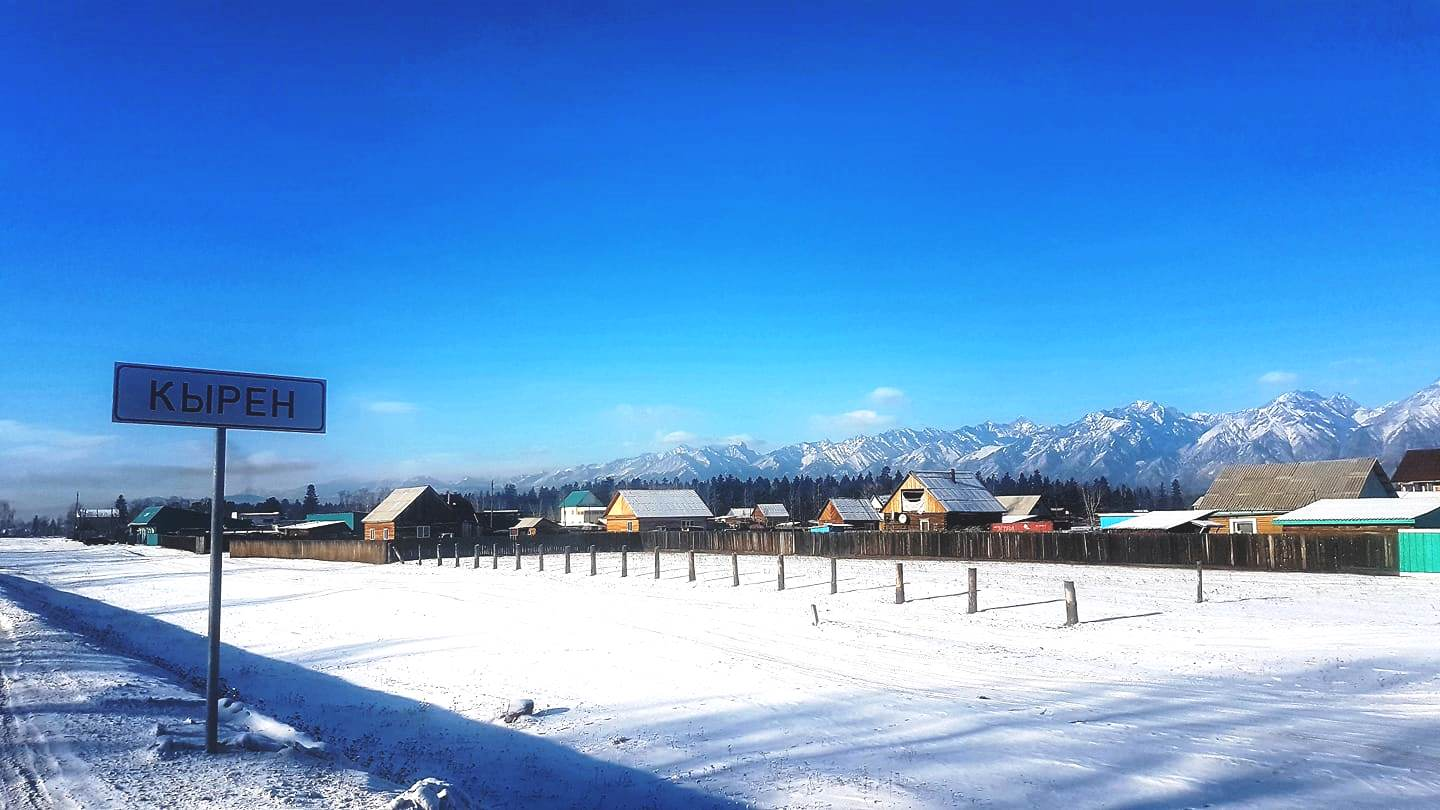
Кырен в зимнее время

Кыре́н (бур. Хэрэн) — село (в 1975—1990 гг. — посёлок городского типа), административный центр Тункинского района Республики Бурятия. Образует сельское поселение «Кыренское».
Население — 5856 чел. (2025).
В селе — администрация Тункинского национального парка.

## География
Расположено в центре района, на южной стороне Тункинской долины, по берегам реки Кырен, близ её впадения в Иркут.

## Название
Происхождение названия села, связанно с бурятским словом хэрэн, которое имеет несколько значений. Первый вариант происхождения от монгольского слова хирим, что означает крепость. Согласно одной из легенд, дошедших до наших дней, во времена курыкан на месте Кырена была возведена хорошо укрепленная крепость. Она стояла на Великом Мунгальском пути. Согласно второй легенде одному богатому хану, жившему в 10 столетии, приглянулись окрестности Кырена. Он и поселился здесь, предварительно поставив крепость. Второе значение топонима Хэрэн происходит от шаманского места поклонения Белой горе — Белке богине матери (Хэрэнэй тэбхэр, хэрдэг Ноен таабай, хэрмэшэ ноен теэбидээ).
Если исходить из источников и частоты употреблений, то Хэрэн в значении — крепость используется чаще. И ещё: в пользу первой версии, в её подтверждение выступает и решение ламаистского духовенства о строительстве нового Хандагатайского дацана. Якобы в Кырене, предположительно на территории бывшего хлебозавода, стояла некогда крепость, где жил богатый человек, а потому место это является не особо чистым. И топонимические и фольклорные источники с большей вероятностью свидетельствуют о том, что Кырен несет смысловое значение как крепость. И большинство аргументов это подтверждает.
Через село проходит Тункинский тракт — федеральная автомагистраль А333 Култук — Монды — граница с Монголией. Расстояния: на восток, до посёлка Култук на магистрали «Байкал» — 119 км, до станции Слюдянка I на Транссибе — 130 км, до столицы Бурятии города Улан-Удэ — 460 км; на запад, до посёлка Монды — 83 км.

## История
В 1806 году на реке Кырен был основан дацан «Дэчен Даржалинг». Кыренский дацан являлся центром буддизма в Тункинской долине и западной Бурятии до закрытия и разрушения в 1935 году.
В 1923 году с образованием Бурят-Монгольской АССР село стало административным центром Тункинского аймака, перенесённым сюда из села Тунка.
17 декабря 1975 года Кырен отнесён к рабочим посёлкам.
15 ноября 1990 года рабочий посёлок Кырен преобразован в село.

## Климат
| Показатель                    | Янв. | Фев. | Март | Апр. | Май | Июнь | Июль | Авг. | Сен. | Окт. | Нояб. | Дек. | Год |
| ----------------------------- | ---- | ---- | ---- | ---- | --- | ---- | ---- | ---- | ---- | ---- | ----- | ---- | --- |
| Средний суточный максимум, °C | −19  | −14  | −3   | 8    | 16  | 23   | 25   | 22   | 15   | 6    | −7    | −17  | 5   |
| Средний суточный минимум, °C  | −30  | −28  | −18  | −6   | 1   | 8    | 12   | 10   | 2    | −6   | −18   | −26  | −8  |
| Норма осадков, мм             | 15   | 10   | 10   | 15   | 20  | 50   | 90   | 85   | 40   | 20   | 25    | 25   | 405 |
| Источник: Яндекс-погода       |      |      |      |      |     |      |      |      |      |      |       |      |     |

## Население
| 1959  | 1970  | 1979  | 1989  | 2002  | 2010  | 2012  |
| ----- | ----- | ----- | ----- | ----- | ----- | ----- |
| 3731  | ↗5526 | ↗6141 | ↘6128 | ↘5434 | ↘5406 | ↘5373 |
| 2013  | 2014  | 2015  | 2016  | 2017  | 2018  | 2019  |
| ↘5341 | ↘5283 | ↘5271 | ↗5275 | ↘5210 | ↘5188 | ↘5132 |
| 2020  | 2021  | 2023  | 2024  | 2025  |       |       |
| ↗5191 | ↗5953 | ↘5893 | ↗5936 | ↘5856 |       |       |

## Первая средняя школа
В 1924 году на траурном митинге, посвящённом смерти В. И. Ленина, жители села Кырен и окрестных улусов решили построить семилетнюю школу методом народной стройки. 1 сентября 1925 года начались занятия в новой школе крестьянской молодёжи (ШКМ). С 1929 года — школа колхозной молодёжи. Первым директором был Пынько Григорий Семёнович. Первый выпуск в 1926 году — 12 человек.
В начале 1930-х годов было построено новое двухэтажное здание, которое впоследствии сгорело.
В 1934 году ШКМ реорганизована в среднюю школу. В 1939 году впервые в истории аймака 11 выпускников получили законченное среднее образование. Выпускник 1941 года Дёмин Пётр Степанович был представлен к золотой медали.
В конце 1950-х годов было построено новое здание школы. Там находились кабинеты физики, химии, биологии. В 1961 году школе присвоено имя В. И. Ленина.
В начале 1960-х годов был открыт спортивный зал. В 1979 году школа получила новое здание.

## Радио
- 66,86 Радио России

## Транспорт
Кырен соединён автотранспортным сообщением со всеми населёнными пунктами Тункинского района. Осуществляются автобусные и рейсы маршрутных такси по федеральной трассе «Байкал» и автодороге А333 от Иркутска и Улан-Удэ до курорта Аршан и Кырена.
На юго-восточной окраине села располагается гражданский аэропорт Кырен, куда авиакомпанией ПАНХ в 2013—2014 годах выполнялись регулярные рейсы из Улан-Удэ.

## Религия
Буддизм
Стационарный дацан «Дэчен-Даржалинг» был построен в 1806—1817 годах. До этого богослужения проводились в войлочных юртах. Кыренский дацан прославился не только древней своей историей, но и тем, что именно здесь в 1910 году была закончена книга буддийских текстов «Эрдэниин Ганжур», состоящая из 108 томов. Начал её издание в 1906 году настоятель Кыренского дацана Хабил Сыбдэнэй. Весной 1916 года, в год Огненной Змеи, в дацане 482 ламы провели самые важные хуралы Шойро и Шогеной, которые собрали массу народа. В Кырен круглосуточно направлялись на гужевом транспорте и пешком верующие с жертвоприношениями: приносили с собой масло, молоко, зерно, мясо, иногда гнали скот. В центре Кырена жили только священнослужители, а трудовое население ютилось на окраинах. В 1935 году дацан «Дэчен Даржалинг» был закрыт и разрушен. Ламы подверглись репрессиям
С возрождением буддизма в Бурятии в 1990 году под руководством Ошора Занданова началось строительство дацана «Тушита», признанного правопреемником первого Кыренского дацана. В 1993 году был зарегистрирован министерством юстиции РБ. В дацане проводятся большие и малые хуралы, обряды почитания святых мест. С 2009 года настоятелем дацана является лама Лубсан Шейраб (Зоригто Занданов).
В 2008 году, с благословения Хамбо-памы Д. Б. Аюшеева, под руководством Владимира Доржиева началось строительство Цогчен-дугана нового дацана «Гандан Даржалинг» (настоятель Балдан-лама). Воссоздаётся облик старого "Дэчен Даржалинга " с картины 1926 года бурятского художника А. Е. Хангалова, хранящаяся в Художественном музее им. Сампилова в Улан-Удэ.
Православие
15 января 1727 года епископ Иннокентий был определён главой Иркутской епархии, которой руководил 4 года. Он много потрудился над просвещением и обращением в христианство язычников из бурят и тунгусов. Им была переведена на бурятский язык Библия.
Православная церковь Святителя Иннокентия в Кырене была построена в 1990-е годы. Православная община Кырена стала действующей, как только летом 1995 года в район для возрождения христианских святынь приехал иерей Александр Владимирович Василенко. Сбор средств начали осенью 1995 года.

## Исторические здания
В 1921 году в Кырене была открыта комендатура ГПУ, обслуживающая пограничную заставу. Сейчас в одном из этих зданий находится ОВД Тункинского района, а в другом — жилой дом.
В 1940 году, после постановления XVIII съезда ВКП(б) «О поднятии местной промышленности», основан Промкомбинат . Первым директором был Родкин Николай Федорович. Промкомбинат состоял из кожевенного завода, завода для выделывания овчинных шкур, мебельной фабрики, столярной мастерской, кирпичного завода в Жемчуге, известкового завода, кузнечного цеха и пилорамы. В 1968—1969 годах вступил в строй комбинат бытового обслуживания (КБО).
В 1950-е годы в Кырене был открыт Дом пионеров. А после, в 1970-е годах в этом здании располагалось РайОНО. Сейчас здесь находится музыкальная школа.
Здание по улице Комсомольская, 5 построено в 1925 году. В разные годы там находились прокуратура и РайОНО. Сейчас это жилой дом.
Райсоюз. Занимался кооперативной торговлей на селе, заготовкой и переработкой сельскохозяйственной продукции. Были такие подразделения, как Заготконтора(скупка скота у населения), колбасный цех, склады, морозильные камеры. В 1950-е годы в этом здании находился магазин «Промтовары», в 1970-е — магазин «Книга». В настоящий момент — это чайная.
В конце 1940-х годов в Кырене была открыта сберегательная касса. В этом здании она находилась до конца 1970-х годов.

## Объекты культурного наследия
- Бюст Н. А. Каландаришвили
- Памятник Герою Советского Союза Ж. Е. Тулаеву
- Братская могила 7 красногвардейцев из отряда Н. А. Каландаришвили, расстрелянных белогвардейцами. Находится в 5 км от села Кырен.

Не включён в список объектов культурного наследия Памятник воинам землякам, погибшим в годы Великой Отечественной войны, находится в Парке культуры и отдыха. Возведён в 1966 году — автор Нефедьев, материал — бетон.

## Природные памятники
К природным памятникам, находящимся на территории села и окрестностях, можно отнести аршаны (минеральные источники, обладающие, по мнению местных жителей, целебными свойствами):
- Хараhанай (Чукреевский) — в центре села, на территории бывшего Кыренского дацана из множества родников, бьющих с низинной части, вытекает речушка Хараhан — приток Кыренки. Вода аршана холодная. Местные жители используют её как общеукрепляющее средство.
- Глазной аршан — находится недалеко от парка культуры и отдыха.
- Ноён талын аршаан — источник в урочище Алгак, в 3 км от Кырена.

## Известные уроженцы
Лбова, Людмила Валентиновна (род. 1960) — советский и российский историк и археолог, доктор исторических наук, профессор, специалист в области археологии и древнего искусства Сибири и Центральной Азии.

## Факты
- В Кырене в 1971—1972 годах снимался советский художественный фильм «Пропажа свидетеля»[26][27]